# Kaew Lorm Petch
Đêm định mệnh (แก้วล้อมเพชร / Kaew Lorm Petch) là một phim truyền hình Thái Lan dài 35 tập, ra mắt năm 2008 do hãng Exact sản xuất, được làm lại từ bộ phim đình đám năm 2001 Dòng máu phượng hoàng (เลือดหงส์ / Leud Hong) của Namthip Jongrachatawiboon và Nawat Kulrattanarak. Bộ phim phản ánh sự đố kị, lòng thù hận, ghen tức giữa những thân phận người khác nhau trong xã hội với mỗi tập phim là những tình huống oan nghiệt, đầy sóng gió.
Bộ phim đã tạo nên một cơn sốt lớn tại Thái Lan, Trung Quốc, Việt Nam... Đây cũng là bộ phim làm nên tên tuổi của cặp đôi nổi tiếng Wannarot Sonthichai và Yuke Songpaisan.

## Nội dung

### Phiên bản Leurd Hong - Dòng máu phượng hoàng
Mọi việc bắt đầu khi bà Nari, một quý bà giàu có đã đột ngột sinh đứa con gái út trong một lần về vùng nông thôn. Do sức khoẻ yếu, sinh sớm nên người quản gia đã thuê Sol – một phụ nữ nghèo khổ với ông chồng nát rượu cũng mới sinh con gái đến làm vú em tạm thời. Vì muốn con mình có tương lai sung sướng nên Sol đã đem con mình đổi lấy con bà Nari rồi lặng lẽ bỏ về quê.
18 năm sau, Sol đưa con gái Namfoon (Bee Namthip) trở lại nhà bà Nari làm thuê vì muốn được ở gần con gái ruột. Trong khi đứa con nuôi Namphon xinh xắn hiền lành đáng yêu bao nhiêu thì đứa con ruột của Sol, Apatcha – hiện là tiểu thư nhà Nari ngang ngược quá quắt bấy nhiêu. Ở nhà bà Nari, Namfoon đã gặp được Carit, vị hôn phu của Apatcha, một chàng trai giàu có, bản lĩnh. Hai người đã có ấn tượng về nhau dù mỗi gặp mặt họ đều tranh cãi, điều này khiến Apatcha điên tiết, tìm cách hãm hại Namfoon.
Bên cạnh đó cả Raxin (Pong Nawat) và Banrami – hai người con trai lớn của Nari đều có tình cảm với Namfoon, đặc biệt là Raxin luôn quan tâm chăm sóc Namphon. Chồng cũ của Sol xuất hiện, sự thật năm xưa dần hé lộ với những hậu quả khủng khiếp mà khi xưa ra tay tráo con có lẽ Sol chẳng bao giờ tưởng tượng được. Carit tuy yêu Namphon, thậm chí hai người đã qua đêm với nhau nhưng vẫn không thể kết hôn với Namfoon vì Apatcha sau khi biết được thân thế đã liên tiếp gây ra những việc điên cuồng mà không ai có thể biết được….

### Phiên bản Kaew Lorm Petch - Đêm định mệnh
Phim nói về Pikul là một người phụ nữ nghèo chạy lên Bangkok trong khi đang mang thai 9 tháng. Cùng đêm đó, một doanh nhân cùng vợ – Lada cũng đang mang thai 9 tháng, đang trên đường về nhà, đã gặp tai nạn giao thông với xe bus mà Pikul đang đi. Sau đó, cả Pikul và Lada được chuyển vào cùng một bệnh viện và sinh con cùng một lúc. Khi Pikul tỉnh dậy, cô nghe được cảnh sát nói chuyện về việc bắt giữ một kẻ chạy trốn, chột dạ, ngỡ là mình, cô vội vàng bế con bỏ chạy. Được một lúc, cô phát hiện ra đây là con của Lada – đã bị đánh tráo bảng tên do nhầm lẫn của y tá, nên cô quay trở lại để đổi lại con. Nhưng rồi cô phát hiện ra rằng con mình bị bệnh và cần phẫu thuật. Vì vậy cô đã để lại con mình cho Lada nuôi, còn cô bế con của Lada đi.
18 năm trôi qua, Pikul hiện đang bán quán ăn lề đường cùng con gái Nampetch – một cô gái hiền lành, ngoan ngoãn, vâng lời và lễ phép. Trong khi đó thì Kaewkao – con gái thực sự của Pikul – lớn lên trong sự nuông chiều của bà nội, trở thành một kẻ ngỗ ngược, hống hách, không coi ai ra gì.
Tình cờ Nampeth giúp Lada thoát nạn khỏi một tên cướp trên đường (kẻ này vô tình chính là chồng Pikul). Vì muốn cảm ơn Nampeth, Lada đã đưa Pikul và Nampeth vào nhà mình và cho họ ở như những người giúp việc.
Kaewkao rất ghét Nampeth và luôn tìm cách gây sự, phá rối cô, đặc biệt khi mà Cheewin – bạn trai của Kaewkao và Karn – anh trai Kaewkao đều có cảm tình với Namphet. Điều này bắt đầu gây ra sự hỗn loạn trong gia đình. Thời gian trôi qua nhưng bí mật tráo con của Pikul năm xưa vẫn không thể vùi lấp và khi sự thật nghiệt ngã được hé hộ thì bi kịch liên tiếp xảy ra.
Với sự tham lam, độc ác, Kaew đã giết chết cha ruột, người quản gia, hãm hại mẹ ruột và bà nội, người đã rất yêu thương, chiều chuộng cô ta. Còn Pikul vì muốn ở gần, chăm sóc con gái, bà đã bao che mọi tội lỗi của Kaew. Cuối cùng thì sự thật cũng sáng tỏ, Kaew phải gánh chịu hậu quả cho tội lỗi mà cô ta đã gây ra, Nampetch trở về với vòng tay yêu thương của gia đình và hạnh phúc với người cô yêu, Cheewin...

## Diễn viên

### Phiên bản Leurd Hong (2001)
- Namthip Jongrachatawiboon vai Namfoon
- Sintiprab Suwannaphim vai Krit
- Organ Wacharapolmek vai Apatcha
- Nawat Kulrattanarak vai Rasin
- Krit Hiranprug vai Baramee
- Jarunee Suksawat vai Soi
- Arunya Namwong vai Nari
- Vilaiwan Wattanapanich vai Yannong - Bà nội
- Piyamas Monayakol vai Kanjana - mẹ của Krit
- Chantana Kittiyapan vai Sawat - người giúp việc
- Nuttanee Sittisamarn vai Kaew - quản gia
- Sakaewan Yongjaiyuth vai Muden - người giúp việc
- Irin Sriklao vai Choi - bồ của Baramee
- Krailad Kriangkrai vai Kheu - chồng Soi

### Phiên bản Kaew Lorm Petch (2008)
- Yuke Songpaisan vai Cheewin
- Wannarot Sonthichai vai Nampetch
- Chayatorn Setjinda vai Karn
- Airin Yoogthatat vai Kaewkao
- Chaiyapol Pupart vai Chanok
- Kamolchanok Komoltithi vai Pikul
- Utumporn Silapan vai Lada
- Sattawat Doollayawijit vai Garoon
- Chomchay Chatwilai vai Sajee
- Tatsanawan Seneewong Na Ayuthaya vai Pin
- Sumonrat Wattanaselarat vai Jeab
- Juntana Siripol vai Sai
- Tar Pasin Sritham vai Jo
- Siwapron Phantaruk vai Maew
- Kanyarat Pimsawad vai Kachakorn
- Dilok Thong wattana vai Dej
- Nahatai Pijitra vai Khunying Chanika

## Ca khúc nhạc phim
- เพียงหนึ่งคํา / Piang Neung Kum - Sirasak Ittipolpanich (2001)
- ไม่ขอให้เป็นเหมือนใคร / Mai Kor Hai Bpen Meuan Krai - Sirasak Ittipolpanich (2001)
- อยู่เพื่อเธอ / Yoo Peur Ter - Suparuj Taechatanont (Ruj The Star) (2008)